# Bactéria redutora de sulfato

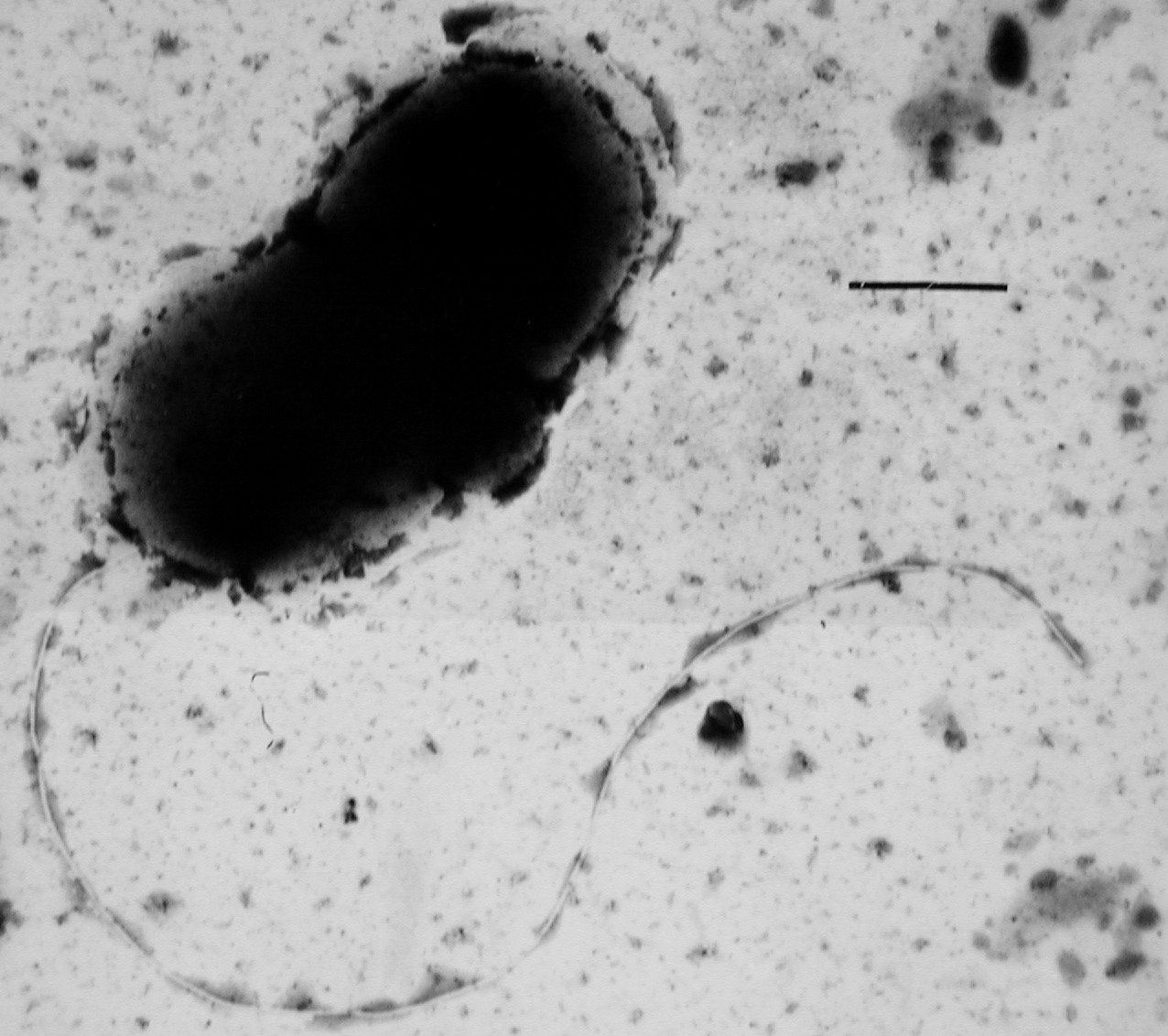
O imagem em 1960s é bom(a).

As bactérias redutoras de sulfato compreendem vários grupos de bactérias que utilizam o sulfato como agente oxidante, reduzindo-o a sulfeto. A maioria podem também utilizar compostos de enxofre oxidados tais como o sulfito e o tiossulfato ou enxofre elementar. É um metabolismo dissimilativo de enxofre já que não se assimila nenhum composto orgânico. As bactérias redutoras de sulfato foram consideradas como um possível tratamento para as águas ácidas das minas que outras bactérias originam.
As bactérias redutoras de sulfato trata-se de um grupo fenotípico juntamente com outras bactérias redutoras de enxofre para propósitos identificativos. Encontram-se em várias linhas filogenéticas, três das quais incluem-se em Proteobacteria, todas no subgrupo delta:
- Desulfobacterales
- Desulfovibrionales
- Syntrophobacterales

Um quarto grupo inclui termófilos no seu próprio filo, Thermodesulfobacteria. As bactérias redutoras de sulfato restantes  classificam-se com outras bactérias em Nitrospirae e no grupo gram positivo Peptococcaceae (por exemplo, Thermodesulfovibrio e Desulfotomaculum, respectivamente). Há também um único género de Archaea capaz da redução do sulfato, Archaeoglobus.
O odor a ovos podres do sulfeto de hidrogénio é um marcador para a presença de bactérias redutoras de sulfato na natureza.